# Hauterive (Normandia)
Hauterive è un comune francese di 495 abitanti situato nel dipartimento dell'Orne nella regione della Normandia.

## Società

### Evoluzione demografica
Abitanti censiti